# Euphorbia sebsebei
Euphorbia sebsebei är en törelväxtart som beskrevs av Michael George Gilbert. Euphorbia sebsebei ingår i släktet törlar, och familjen törelväxter. Inga underarter finns listade i Catalogue of Life.